# Araripesaurus
Araripesaurus byl prvním ptakoještěrem, popsaným ze slavné brazilské formace Santana (stáří spodní křída). Tento pterodaktyloidní ornitocheirid je v současnosti znám pouze z kostních fragmentů přední končetiny a křídla. Šlo o menší rod s rozpětím křídel dosahujícím šířky 2 metrů.